# Lực lượng Dân quân Lãnh thổ Cuba
Lực lượng Dân quân Lãnh thổ Cuba (tiếng Tây Ban Nha: Milicias de Tropas Territoriales - MTT), là lực lượng dân quân bán quân sự của Cuba bao gồm các tình nguyện viên dân sự. MTT được thành lập vào ngày 1 tháng 5 năm 1980 và đặt dưới sự chỉ huy của Lực lượng Vũ trang Cách mạng Cuba (MINFAR).
Việc thành lập lực lượng này được công nhận là đã đánh dấu sự khởi đầu của việc Cuba chính thức chấp nhận học thuyết quân sự về Chiến tranh Toàn dân, vốn vẫn có hiệu lực kể từ đó. Giống như MNR (Dân quân Cách mạng Quốc gia) vào đầu thập niên 1960, sự thành lập của MTT đã củng cố quan niệm về ý chí của nhân dân để bảo vệ Cách mạng.
Nhìn chung, dân quân là lực lượng bán thời gian chỉ có vũ khí hạng nhẹ và thỉnh thoảng mới được cấp cho họ.

## Nhân lực
Hầu hết thành viên của MTT là phụ nữ, người già hoặc người về hưu. Nam thanh thiếu niên còn quá trẻ hoặc chưa được gọi đi nghĩa vụ quân sự còn có thể tham gia MTT, cũng như nam thanh niên không bắt buộc phải làm quân nhân dự bị. MTT đã mở rộng từ 500.000 quân năm 1982 lên 1,2 triệu người vào giữa năm 1984. Quy mô của lực lượng này vẫn duy trì ở mức khoảng 1 triệu người, bất chấp khủng hoảng kinh tế.
Nhiệm vụ của MTT trong thời kỳ khủng hoảng là chiến đấu bên cạnh và cung cấp binh lính thay thế cho nhân sự của lực lượng vũ trang chính quy; giúp bảo vệ cơ sở hạ tầng chiến lược như cầu cống, xa lộ và đường sắt; và thực hiện bất kỳ biện pháp nào khác có thể cần thiết nhằm làm bất động, suy yếu hoặc cuối cùng là tiêu diệt kẻ địch. Vào đầu thập niên 1980, lực lượng này đã tham gia rộng rãi vào việc xây cất những con đường hầm trên khắp hòn đảo, vốn được dùng làm nơi trú ẩn cho người dân trong trường hợp bị quân địch tấn công. Do những khó khăn kinh tế liên tục của Cuba trong thập niên 1990, thời gian mà thành viên MTT dành cho công tác huấn luyện và chuẩn bị cho các hoạt động liên quan đến quốc phòng của họ đã giảm đi. Việc cắt giảm nhân lực bao gồm việc giảm thời gian tiến hành tập trận và diễn tập chung với quân đội FAR chính quy của thành viên MTT.

## Tài chính
MTT được hỗ trợ thông qua ngân sách của MINFAR cũng như thông qua sự đóng góp tự nguyện của người dân. Hầu hết số tiền quyên góp này đến từ các khoản đóng góp tại nơi làm việc, được trả thông qua khoản khấu trừ hàng tuần từ lương của người lao động. Theo MINFAR, từ năm 1981 đến năm 1995, chi phí huấn luyện của MTT trung bình khoảng 35 triệu peso Cuba mỗi năm. Trong cùng thời gian này, sự đóng góp của người dân cho lực lượng này trung bình khoảng 30 triệu peso mỗi năm. Chỉ hơn một nửa chi phí huấn luyện được dùng để mua đồ dùng học tập và các tài liệu huấn luyện khác; chỉ hơn một phần ba được dành riêng cho việc mua vũ khí, thiết bị liên lạc, đồng phục và phụ kiện thay thế. Các tổ chức khác cũng đặt ra mục tiêu tài trợ hàng năm đối với đóng góp MTT của chính họ. Trong số các tổ chức như vậy có CDR (Ủy ban Bảo vệ Cách mạng), Liên đoàn Phụ nữ Cuba (Federación de Mujeres Cubanas-FMC), Hiệp hội Tiểu nông Quốc gia (Asociación Nacional de Agricultores Pequeños-ANAP), và thậm chí cả Đội Thiếu niên Tiền phong José Martí (Organización de Pioneros José Martí-OPJM).
Dựa theo cải cách phân bổ quỹ MTT được thực hiện trong hệ thống vào năm 1995, số tiền thu được cho MTT không còn được gửi đến tài khoản chính quyền trung ương mà vẫn nằm trong mỗi khu tự quản để hỗ trợ các hoạt động của MTT địa phương. Bất chấp những khó khăn kinh tế của đất nước, số tiền thu được thông qua đóng góp của người dân cho MTT vẫn tiếp tục tăng sau khi bắt đầu Thời kỳ Đặc biệt vào đầu thập niên 1990. Tính đến năm 1995, MINFAR chỉ thanh toán 14% tổng chi tiêu của MTT.